# Azay-le-Rideau
Pour les articles homonymes, voir Azay et Rideau.
Azay-le-Rideau est une commune française du département d'Indre-et-Loire, dans la région Centre-Val de Loire. La commune est célèbre pour son château. La ville d'Azay-le-Rideau est le chef-lieu du canton.
Constitué en communauté de communes depuis le 1er janvier 2001, le territoire du Pays d'Azay-le-Rideau comprend 12 communes rurales : Azay-le-Rideau, Bréhémont, La Chapelle-aux-Naux, Cheillé, Lignières-de-Touraine, Pont-de-Ruan, Rigny-Ussé, Rivarennes, Saché, Thilouze, Vallères et Villaines-les-Rochers. Le 1er janvier 2017, il est intégré à la nouvelle communauté de communes Touraine Vallée de l'Indre.

## Géographie

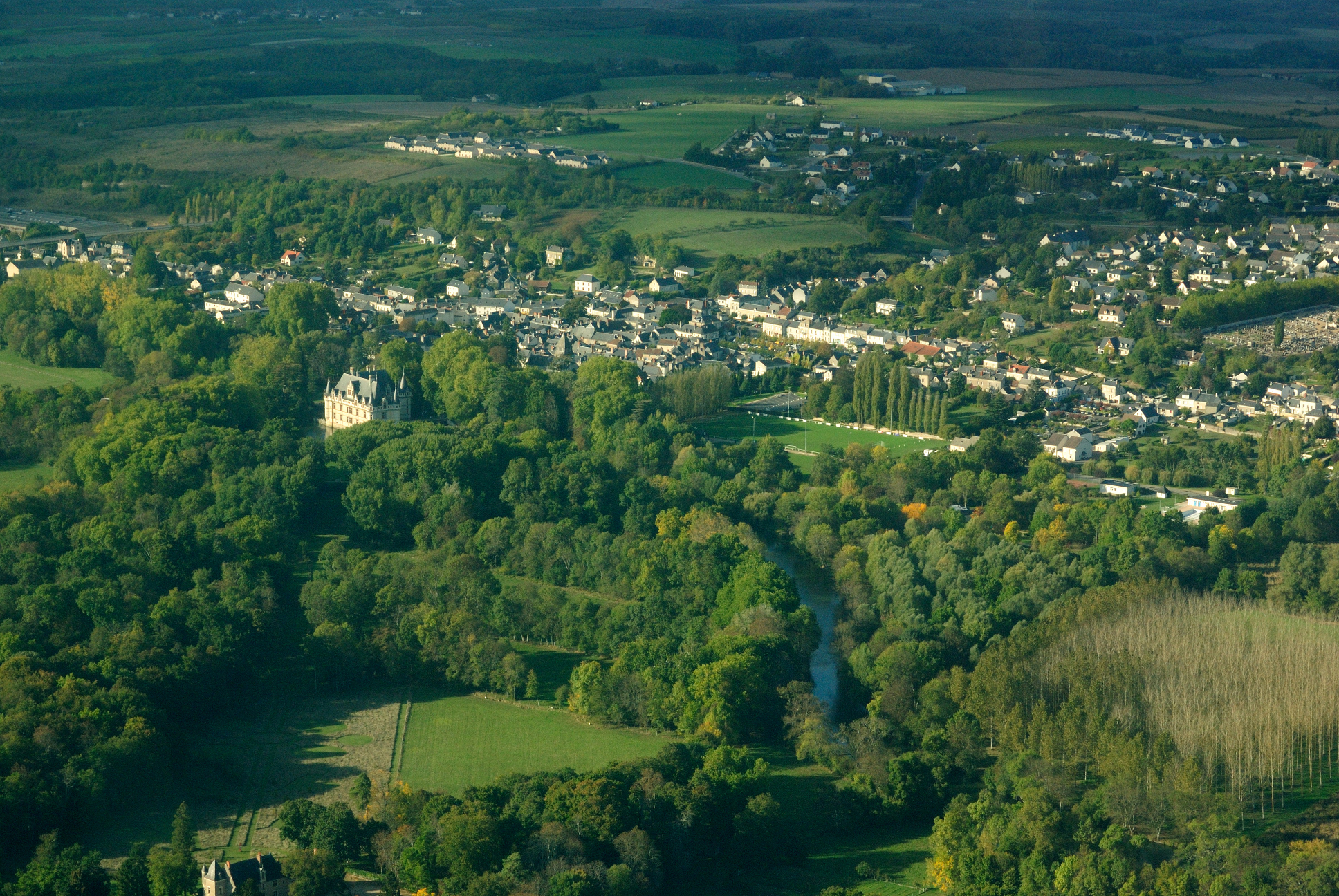
Vue aérienne de la ville.

### Localisation
Azay-le-Rideau est une commune d'Indre-et-Loire à l'ouest de Tours. Elle est située dans le parc naturel régional Loire-Anjou-Touraine.
| Lignières-de-Touraine |                | Vallères |
| Bréhémont             | Azay-le-Rideau | Druye    |
| Cheillé               |                | Saché    |

### Hydrographie

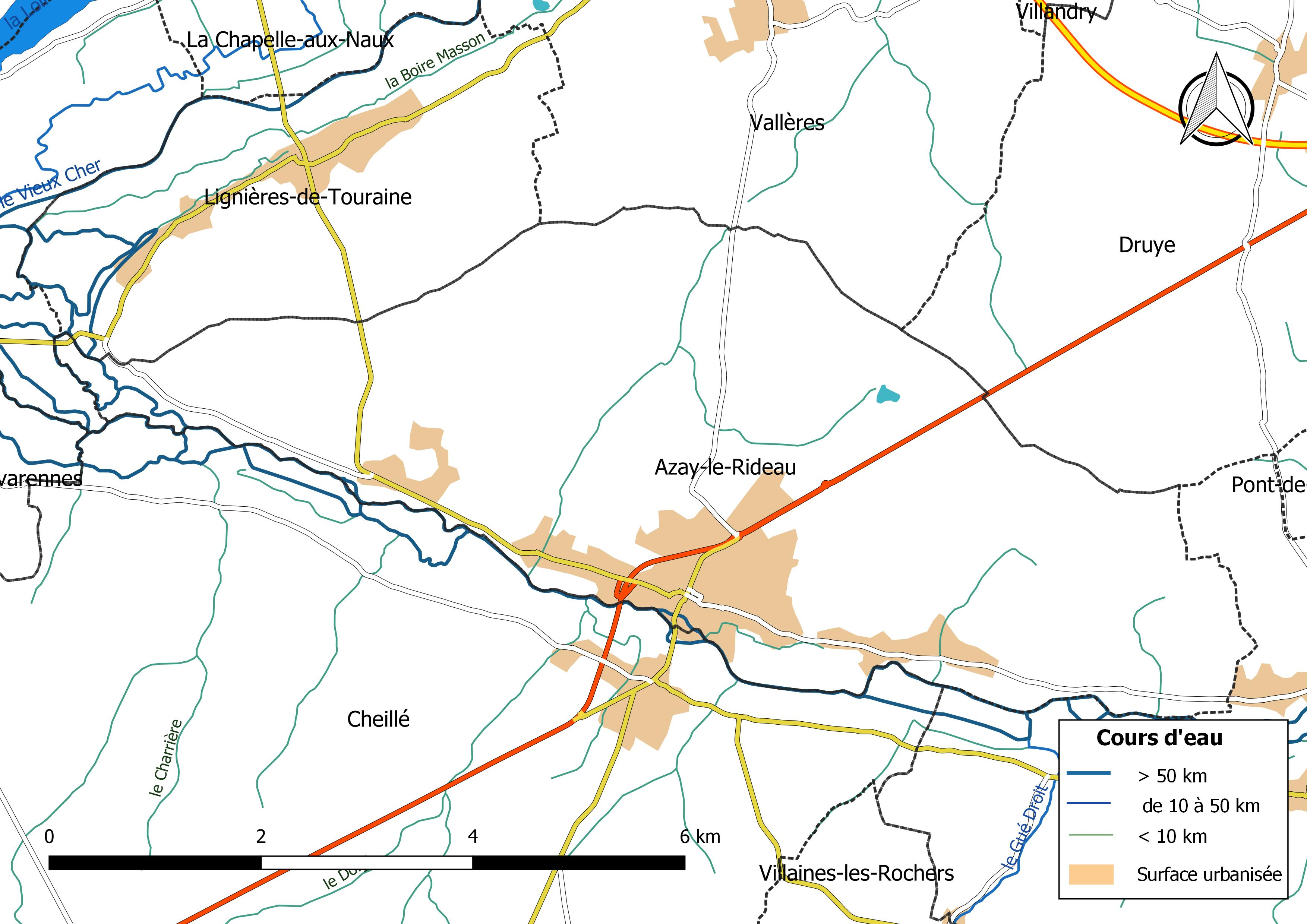
Réseau hydrographique d'Azay-le-Rideau.

La commune est traversée par l'Indre (3,929 km) qui constitue la limite sud de son territoire. Le réseau hydrographique communal, d'une longueur totale de 16,56 km, comprend en outre cinq petits cours d'eau.
L'Indre, d'une longueur totale de 279,4 km, prend sa source à une altitude de 453 m sur le territoire de Saint-Priest-la-Marche dans le  département du Cher et se jette dans la Loire à Avoine, après avoir traversé 58 communes. Les crues de l'Indre sont le plus souvent de type inondation de plaine. Sur le plan de la prévision des crues, la commune est située dans le tronçon de l'Indre tourangelle, dont la station hydrométrique de référence la plus proche est située à  Monts. Le débit mensuel moyen (calculé sur 14 ans pour cette station) varie de 4,51 m3/s au mois de septembre à 34 m3/s au mois de février. Le débit instantané maximal observé sur cette station est de 236 m3/s le 2 juin 2016, la hauteur maximale relevée a été de 5,56 m ce même jour,.
Ce cours d'eau est classé dans les listes 1 et 2 au titre de l'article L. 214-17 du code de l'environnement sur le Bassin Loire-Bretagne. Au titre de la liste 1, aucune autorisation ou concession ne peut être accordée pour la construction de nouveaux ouvrages s'ils constituent un obstacle à la continuité écologique et le renouvellement de la concession ou de l'autorisation des ouvrages existants est subordonné à des prescriptions permettant de maintenir le très bon état écologique des eaux. Au titre de la liste 2, tout ouvrage doit être géré, entretenu et équipé selon des règles définies par l'autorité administrative, en concertation avec le propriétaire ou, à défaut, l'exploitant,.
Sur le plan piscicole, l'Indre est classée en deuxième catégorie piscicole. Le groupe biologique dominant est constitué essentiellement de poissons blancs (cyprinidés) et de carnassiers (brochet, sandre et perche).
En 2019, la commune est membre de la communauté de communes Touraine Vallée de l'Indre qui est elle-même adhérente au syndicat d'aménagement de la vallée de l'Indre. Créé par arrêté préfectoral du 12 septembre 1985 à la suite des crues historiques de décembre 1982 et janvier 1983, ce syndicat a pour vocation d'une part l'atteinte du bon état écologique des cours d'eau par des actions de restauration de zones humides et des cours d'eau, et d'autre part de participer à la lutte contre les inondations par des opérations de sensibilisation de la population ou de restauration et d'entretien sur le lit mineur, et sur les fossés situés dans le lit majeur de l'Indre appelés localement « boires », et de l'ensemble des cours d'eau du bassin versant de l'Indre.

### Climat
Pour des articles plus généraux, voir Climat du Centre-Val de Loire et Climat d'Indre-et-Loire.
En 2010, le climat de la commune est de type climat océanique dégradé des plaines du Centre et du Nord, selon une étude du CNRS s'appuyant sur une série de données couvrant la période 1971-2000. En 2020, Météo-France publie une typologie des climats de la France métropolitaine dans laquelle la commune est exposée à un climat océanique altéré et est dans la région climatique Moyenne vallée de la Loire, caractérisée par une bonne insolation (1 850 h/an) et un été peu pluvieux.
Pour la période 1971-2000, la température annuelle moyenne est de 11,2 °C, avec une amplitude thermique annuelle de 14,9 °C. Le cumul annuel moyen de précipitations est de 692 mm, avec 10,1 jours de précipitations en janvier et 6,4 jours en juillet. Pour la période 1991-2020, la température moyenne annuelle observée sur la station météorologique de Météo-France la plus proche, sur la commune de Cheillé à 1 km à vol d'oiseau, est de 12,3 °C et le cumul annuel moyen de précipitations est de 778,9 mm,. Pour l'avenir, les paramètres climatiques de la commune estimés pour 2050 selon différents scénarios d'émission de gaz à effet de serre sont consultables sur un site dédié publié par Météo-France en novembre 2022.
| Mois                                  | jan.            | fév.           | mars           | avril         | mai           | juin         | jui.           | août           | sep.          | oct.            | nov.            | déc.             | année      |
| ------------------------------------- | --------------- | -------------- | -------------- | ------------- | ------------- | ------------ | -------------- | -------------- | ------------- | --------------- | --------------- | ---------------- | ---------- |
| Température minimale moyenne (°C)     | 2,2             | 1,9            | 3,4            | 5,5           | 9             | 12,2         | 13,8           | 13,5           | 10,4          | 8,4             | 4,8             | 2,6              | 7,3        |
| Température moyenne (°C)              | 5,3             | 5,9            | 8,5            | 11,2          | 14,9          | 18,3         | 20,2           | 20,1           | 16,5          | 13              | 8,4             | 5,7              | 12,3       |
| Température maximale moyenne (°C)     | 8,3             | 9,9            | 13,6           | 17            | 20,7          | 24,4         | 26,6           | 26,6           | 22,6          | 17,6            | 12              | 8,8              | 17,3       |
| Record de froid (°C) date du record   | −14,4 07.01.09  | −13,4 09.02.12 | −12,2 01.03.05 | −4,1 11.04.03 | −0,9 03.05.21 | 2,6 01.06.06 | 6,5 13.07.1993 | 4,7 30.08.1993 | 1,7 25.09.02  | −4,2 30.10.1997 | −9,3 23.11.1993 | −11,6 30.12.1996 | −14,4 2009 |
| Record de chaleur (°C) date du record | 16,5 05.01.1999 | 21,5 27.02.19  | 25,7 31.03.21  | 30,6 30.04.05 | 33,3 27.05.05 | 41 29.06.19  | 42,5 25.07.19  | 40,2 07.08.20  | 35,6 14.09.20 | 30,2 03.10.11   | 23,4 07.11.15   | 18,7 07.12.00    | 42,5 2019  |
| Précipitations (mm)                   | 72,8            | 60,2           | 56,7           | 60,9          | 67,8          | 56,3         | 50,4           | 54,7           | 56            | 77,4            | 78,4            | 87,3             | 778,9      |

## Urbanisme

### Typologie
Au 1er janvier 2024, Azay-le-Rideau est catégorisée bourg rural, selon la nouvelle grille communale de densité à sept niveaux définie par l'Insee en 2022.
Elle appartient à l'unité urbaine d'Azay-le-Rideau, une agglomération intra-départementale regroupant deux  communes, dont elle est ville-centre,,. Par ailleurs la commune fait partie de l'aire d'attraction de Tours, dont elle est une commune de la couronne,. Cette aire, qui regroupe 162 communes, est catégorisée dans les aires de 200 000 à moins de 700 000 habitants,.

### Occupation des sols
L'occupation des sols de la commune, telle qu'elle ressort de la base de données européenne d’occupation biophysique des sols Corine Land Cover (CLC), est marquée par l'importance des territoires agricoles (66,5 % en 2018), en diminution par rapport à 1990 (70,1 %). La répartition détaillée en 2018 est la suivante : cultures permanentes (23,9 %), forêts (20,6 %), terres arables (18,4 %), prairies (17,1 %), zones urbanisées (12,9 %), zones agricoles hétérogènes (7,2 %). L'évolution de l’occupation des sols de la commune et de ses infrastructures peut être observée sur les différentes représentations cartographiques du territoire : la carte de Cassini (XVIIIe siècle), la carte d'état-major (1820-1866) et les cartes ou photos aériennes de l'IGN pour la période actuelle (1950 à aujourd'hui).

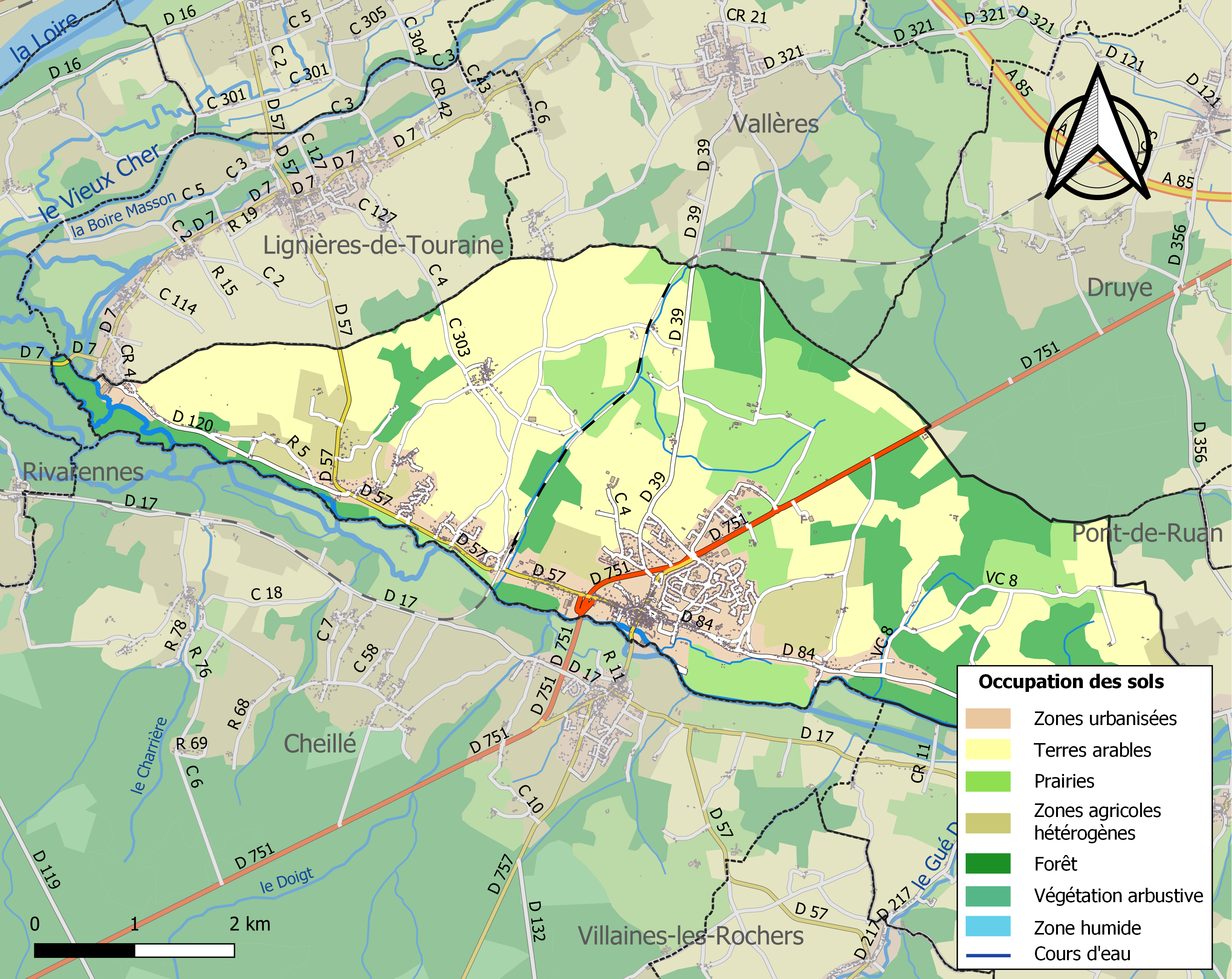
Carte des infrastructures et de l'occupation des sols de la commune en 2018 (CLC).

### Risques majeurs
Le territoire de la commune d'Azay-le-Rideau est vulnérable à différents aléas naturels : météorologiques (tempête, orage, neige, grand froid, canicule ou sécheresse), inondations, feux de forêts et séisme (sismicité faible). Il est également exposé à un risque technologique, le risque nucléaire. Un site publié par le BRGM permet d'évaluer simplement et rapidement les risques d'un bien localisé soit par son adresse soit par le numéro de sa parcelle.

#### Risques naturels
Certaines parties du territoire communal sont susceptibles d’être affectées par le risque d’inondation par débordement de cours d'eau, notamment l'Indre. La commune a été reconnue en état de catastrophe naturelle au titre des dommages causés par les inondations et coulées de boue survenues en 1982, 1983, 1991, 1999 et 2016,.
Pour anticiper une remontée des risques de feux de forêt et de végétation vers le nord de la France en lien avec le dérèglement climatique, les services de l’État en région Centre-Val de Loire (DREAL, DRAAF, DDT) avec les SDIS ont réalisé en 2021 un atlas régional du risque de feux de forêt, permettant d’améliorer la connaissance sur les massifs les plus exposés. La commune, étant pour partie dans le massif de Villandry, est classée au niveau de risque 3, sur une échelle qui en comporte quatre (1 étant le niveau maximal).

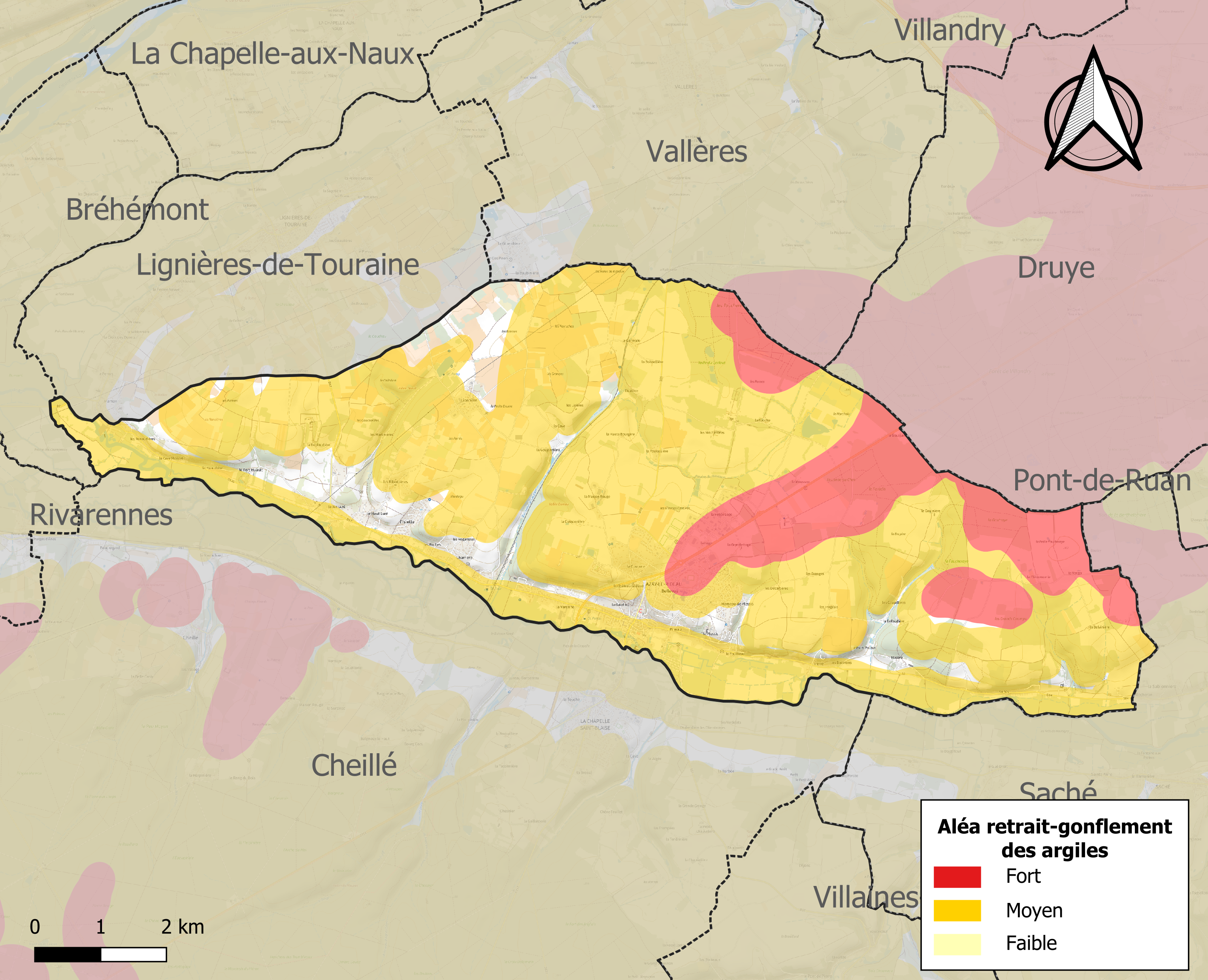
Carte des zones d'aléa retrait-gonflement des sols argileux d'Azay-le-Rideau.

Le retrait-gonflement des sols argileux est susceptible d'engendrer des dommages importants aux bâtiments en cas d’alternance de périodes de sécheresse et de pluie. 88,9 % de la superficie communale est en aléa moyen ou fort (90,2 % au niveau départemental et 48,5 % au niveau national). Sur les 1 558 bâtiments dénombrés sur la commune en 2019, 1157 sont en aléa moyen ou fort, soit 74 %, à comparer aux 91 % au niveau départemental et 54 % au niveau national. Une cartographie de l'exposition du territoire national au retrait gonflement des sols argileux est disponible sur le site du BRGM,.
Concernant les mouvements de terrains, la commune a été reconnue en état de catastrophe naturelle au titre des dommages causés par la sécheresse en 1990, 1992, 1997, 2005 et 2017 et par des mouvements de terrain en 1999 et 2018.

#### Risques technologiques
En cas d’accident grave, certaines installations nucléaires sont susceptibles de rejeter dans l’atmosphère de l’iode radioactif. La commune étant située dans le périmètre immédiat de 5 km autour de la centrale nucléaire de Chinon, elle est exposée au risque nucléaire. À ce titre les habitants de la commune ont bénéficié, à titre préventif, d'une distribution de comprimés d’iode stable dont l’ingestion avant rejet radioactif permet de pallier les effets sur la thyroïde d’une exposition à de l’iode radioactif. En cas d'incident ou d'accident nucléaire, des consignes de confinement ou d'évacuation peuvent être données et les habitants peuvent être amenés à ingérer, sur ordre du préfet, les comprimés en leur possession.

## Toponymie
Dans le deuxième quart du XIe siècle, le cartulaire de l'abbaye Saint-Paul de Cormery mentionne Asiacus. L'origine de ce toponyme est toujours discutée, mais la plupart des composés du type Azay ou Azé se rapportent à des lieux proches d'un cours d'eau. Les seigneurs propriétaires d'Azay dès le XIIe siècle ont donné leur nom (« Ridel ») au lieu qui apparaît sous la forme villa de Azaio Ridelli en 1338.

## Histoire

### Origines
Azay-le-Rideau (Aziacum en latin) possède une origine très ancienne remontant au moins à la période romaine comme l'atteste la découverte en 1837 de restes d'une villa gallo-romaine de l'autre côté de l'Indre, face au château actuel.

### Moyen Âge
Le bourg d'Azay-le-Rideau s'est formé au Moyen Âge autour d'un prieuré bénédictin de l'abbaye de Cormery et de la forteresse du seigneur Ridel d'Azay, chevalier de Philippe Auguste, qui édifia une forteresse défensive pour protéger la route entre Tours et Chinon. Le chevalier Ridel d'Azay est mentionné pour la première fois comme seigneur du lieu dans une charte de 1119. Le 4 juillet 1189, Henri II Plantagenêt, roi d'Angleterre, affronta une coalition de ses fils avec Philippe-Auguste, roi de France. Sa défaite se conclut par le traité d'Azay-le-Rideau qui établit son fils Richard seul héritier du trône d'Angleterre. Il reste peu de vestiges médiévaux à Azay, hormis l'église, car le bourg fut brûlé en 1418 lors de la guerre civile entre Armagnacs et Bourguignons : le dauphin Charles — le futur Charles VII, indissociable de l'épopée de Jeanne d'Arc — qui séjournait à Azay fut insulté par la garnison bourguignonne qui occupait la place forte. Le capitaine et ses 350 soldats furent exécutés, et le village incendié ; il garda jusqu'au XVIIe siècle le surnom d'Azay-le-Bruslé.

### Renaissance
Le château actuel fut bâti entre 1518 et 1527 par Gilles Berthelot sous le règne de François Ier.

### Seconde Guerre mondiale
Durant la Seconde Guerre mondiale, dans le cadre de la campagne de France en 1940, les troupes allemandes du général Feldt arrivent face à la ville de Tours sur la rive droite de la Loire. Le général Pichon de Saumur, constitua un groupement pour la défense de la Loire entre Amboise et Ancenis et établit son PC à Azay-le-Rideau.
De nos jours
En 2025, Azay le Rideau reçoit le label "station de tourisme", décerné aux communes qui misent sur l'accueil des voyageurs. Une récompense liée à la visite de son château qui attire chaque année plus de 300 000 touristes.

## Politique et administration

### Tendances politiques et résultats
| Scrutin             | Scrutin             | 1er tour | 1er tour | 1er tour | 1er tour | 1er tour | 1er tour | 1er tour | 1er tour | 1er tour | 1er tour | 1er tour | 1er tour | 2d tour | 2d tour | 2d tour | 2d tour | 2d tour | 2d tour |
| Scrutin             | Scrutin             | 1er      | 1er      | %        | 2e       | 2e       | %        | 3e       | 3e       | %        | 4e       | 4e       | %        | 1er     | 1er     | %       | 2e      | 2e      | %       |
| ------------------- | ------------------- | -------- | -------- | -------- | -------- | -------- | -------- | -------- | -------- | -------- | -------- | -------- | -------- | ------- | ------- | ------- | ------- | ------- | ------- |
| Présidentielle 2017 | Présidentielle 2017 |          | LR       | 24,20    |          | EM       | 23,48    |          | LFI      | 19,53    |          | FN       | 16,59    |         | EM      | 68,74   |         | FN      | 31,26   |
| Présidentielle 2022 | Présidentielle 2022 |          | LREM     | 34,35    |          | RN       | 19,99    |          | LFI      | 18,23    |          | REC      | 5,99     |         | LREM    | 64,33   |         | RN      | 35,67   |
| Législatives 2022   | 4e                  |          | RE-Ens   | 32,46    |          | PS-Nupes | 29,12    |          | RN       | 18,85    |          | LR       | 7,32     |         | RE      | 51,09   |         | PS      | 48,91   |
| Législatives 2024   | 4e                  |          | RE-Ens   | 33,78    |          | RN       | 30,96    |          | PS-NFP   | 26,70    |          | LR       | 7,46     |         | PS      | 58,81   |         | RN      | 41,19   |

### Politique environnementale
Dans son palmarès 2024, le Conseil National des Villes et Villages Fleuris de France a attribué deux fleurs à la commune au Concours des villes et villages fleuris.
Régine Engström, Préfète de région, a annoncé que 34 projets sont ressortis lauréats de l'appel à projets "Plan France Relance Vélo" 2022, parmi eux, celui de la création de voies douces (piétons/cycles) sur la route de Langeais portée par la commune d’Azay le Rideau.

## Population et société

### Démographie
L'évolution du nombre d'habitants est connue à travers les recensements de la population effectués dans la commune depuis 1793. Pour les communes de moins de 10 000 habitants, une enquête de recensement portant sur toute la population est réalisée tous les cinq ans, les populations de référence des années intermédiaires étant quant à elles estimées par interpolation ou extrapolation. Pour la commune, le premier recensement exhaustif entrant dans le cadre du nouveau dispositif a été réalisé en 2006.

En 2022, la commune comptait 3 415 habitants, en évolution de −0,55 % par rapport à 2016 (Indre-et-Loire : +1,67 %, France hors Mayotte : +2,11 %).
| 1793  | 1800  | 1806  | 1821  | 1831  | 1836  | 1841  | 1846  | 1851  |
| ----- | ----- | ----- | ----- | ----- | ----- | ----- | ----- | ----- |
| 1 600 | 1 750 | 1 570 | 1 634 | 1 896 | 2 023 | 2 105 | 2 113 | 2 034 |

| 1856  | 1861  | 1866  | 1872  | 1876  | 1881  | 1886  | 1891  | 1896  |
| ----- | ----- | ----- | ----- | ----- | ----- | ----- | ----- | ----- |
| 1 965 | 2 073 | 2 063 | 2 108 | 2 160 | 2 116 | 2 126 | 2 175 | 2 280 |

| 1901  | 1906  | 1911  | 1921  | 1926  | 1931  | 1936  | 1946  | 1954  |
| ----- | ----- | ----- | ----- | ----- | ----- | ----- | ----- | ----- |
| 2 318 | 2 282 | 2 142 | 1 971 | 2 064 | 1 977 | 1 827 | 2 150 | 2 234 |

| 1962  | 1968  | 1975  | 1982  | 1990  | 1999  | 2006  | 2011  | 2016  |
| ----- | ----- | ----- | ----- | ----- | ----- | ----- | ----- | ----- |
| 2 610 | 2 755 | 2 749 | 2 915 | 3 053 | 3 100 | 3 337 | 3 452 | 3 434 |

| 2021  | 2022  | - | - | - | - | - | - | - |
| ----- | ----- | - | - | - | - | - | - | - |
| 3 442 | 3 415 | - | - | - | - | - | - | - |

### Enseignement
Azay-le-Rideau se situe dans l'Académie d'Orléans-Tours (Zone B). La ville compte une école maternelle, l'école élémentaire Descartes, le collège Honoré de Balzac et une MFR. Il n'y a pas de lycée.
La maison familiale rurale (MFR) d'Azay-le-Rideau est un centre de formation professionnelle associatif accueillant des élèves en classe de 4e et 3e (orientation professionnelle) jusqu'aux niveaux CAP et Bac Pro (Carrières sanitaires et sociales ainsi que vente-conseil). Elle accueille 150 élèves et propose un internat.
Les élèves sont dans un système de formation par alternance (50 % du temps en stage et 50 % du temps à l'école).
La formation Bac Pro Vente ainsi que la formation Bac Pro SAPAT se fait sur trois ans de scolarité. En seconde et première, les élèves passent les épreuves du BEP puis ils passent les épreuves du Bac Pro en première et terminale. Sur l'année de première et de terminale, les élèves font un rapport de stage qui sera utilisé pour l'épreuve orale du Bac Pro.

## Économie
Dès le XIXe siècle, une association de compagnons existait à Azay-le-Rideau et jusqu’à la Seconde Guerre mondiale : le compagnon de passage était assuré d’y trouver le gîte, le couvert et une embauche.
Le site d'activités de La Loge regroupe vingt-six entreprises artisanales ou PME sur 13 hectares.

### Secteur primaire
La production fruitière est la première activité économique du canton. Essentiellement présente en son centre (Lignières, Vallères et Azay-le-Rideau), elle représente environ 900 hectares de vergers que se partagent 50 arboriculteurs, soit la moitié des professionnels du département. En 1990, 1 200 hectares de vergers cantonaux produisaient 40 000 tonnes de pommes et 20 000 tonnes de poires.
Le canton produit des vins blancs et rosés en AOC « Touraine-Azay-le-Rideau » délimitée en 1939 dans dix communes voisines. Les vins rosés proviennent principalement du grolleau, un cépage local. Les vins blancs quant à eux sont issus du chenin.

### Industrie
Elhyss est une entreprise de chaudronnerie industrielle située dans la zone artisanale de la Loge, fabricant en équipement de traitement des eaux spécialisé dans la fabrication sur mesure de convoyeurs à vis, compacteurs et dégrilleurs. Fabrication artisanale intervenant dans les secteurs de la tuyauterie, de la mécanique et de la charpentes métallique.

## Culture locale et patrimoine

### Lieux et monuments

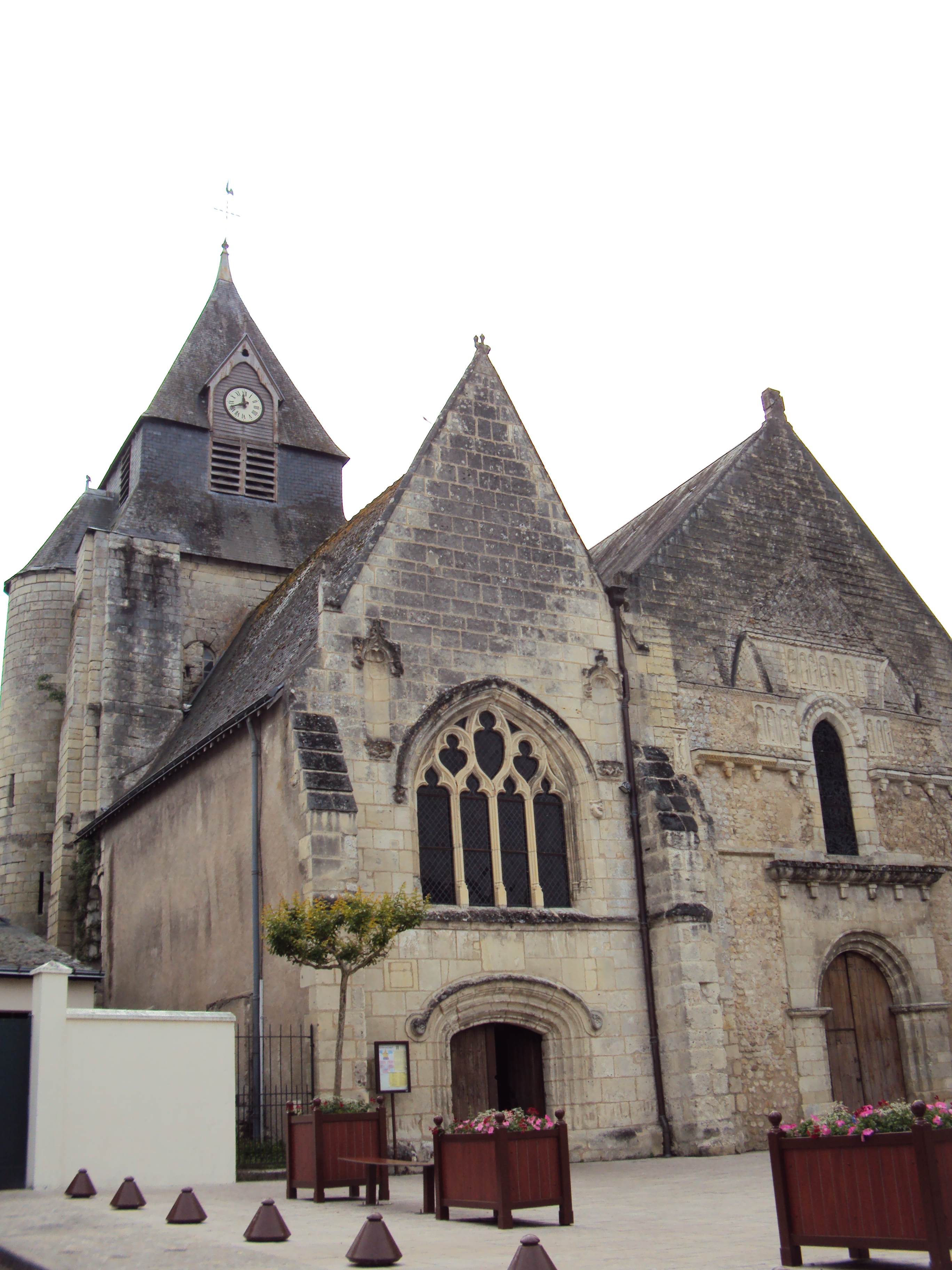
Église Saint-Symphorien.

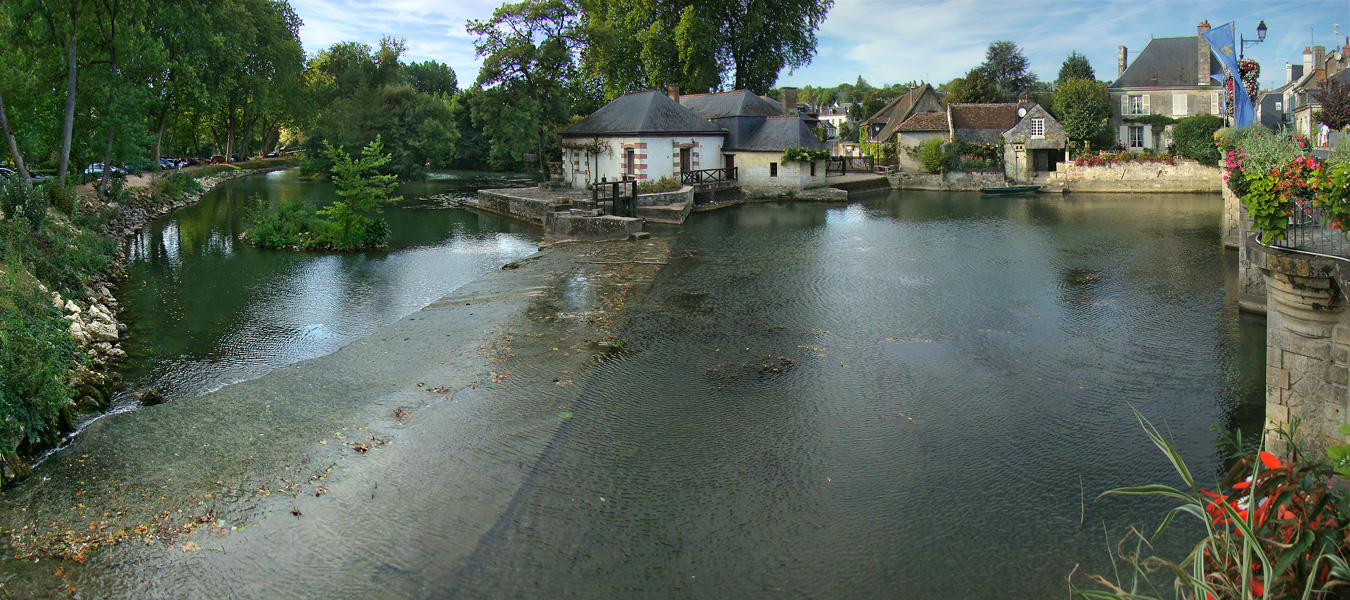
Saut d'eau sur les bords de l'Indre.

- Le château d'Azay-le-Rideau, propriété de l'État français, classé monument historique. Le style d'Azay-le-Rideau est d'une pureté incomparable. La construction a été terminée en l'espace de huit ans. Au XIXe siècle, son propriétaire, le marquis de Biencourt, fit apporter des modifications à son aspect extérieur. Une grosse tour fut abattue et remplacée, tandis qu'une tour identique était ajoutée à l'angle nord-est, réalisant ainsi une symétrie parfaite. Nulle part ne fut réalisée plus complète harmonie entre un monument et un paysage[50].
- Le château de la Chatonnière à Azay-le-Rideau.
- Le château du Val d'Auray.
- L'église Saint-Symphorien est l'église paroissiale[51] d'Azay-le-Rideau. Une église existait déjà sur ce site au VIe siècle, elle faisait partie d'un domaine donné à l'abbaye de Cormery vers 1030. Les moines la restaurèrent au XIe siècle puis l'agrandirent au XIIe siècle. La deuxième nef avec son portique en « anse de panier » et sa vaste baie de style flamboyant fut terminée en 1519. Les seigneurs d'Azay ajoutèrent une chapelle, en son sud en 1603[32]. Le vitrail de la chapelle ainsi que tous les vitraux de la façade sud furent détruits pendant la Seconde Guerre mondiale ; les verrières ont été remplacées en 1955, sous la direction des Beaux-Arts, par des vitraux modernes qui sont l'œuvre du maître verrier Max Ingrand. La façade du XIe siècle conserve d'intéressants éléments sculptés. Classée MH en 1908[52].
- Le musée Maurice-Dufresne : ses dix mille mètres carrés de bâtiments sont implantés au milieu d'un parc de six cent soixante-dix ares aux arbres centenaires et abritent plus de trois mille machines anciennes et pièces de collection. Au fil du temps, le musée Maurice-Dufresne a acquis nombre de chefs-d’œuvre mis en valeur dans les vastes locaux de Marnay qui comptent plus de quarante salles dans lesquelles les pièces du musée sont présentées sous forme thématique (le machinisme agricole, la soierie et les métiers à tisser, la mousqueterie, l'énergie hydraulique…)[53].
- Le château de l'Islette est un château du XVIe siècle. Le décor intérieur de ce château fait l’objet d’un classement au titre des monuments historiques depuis le 15 novembre 1946. Son histoire est notamment marquée par des séjours répétés de Camille Claudel et d'Auguste Rodin. Il est à noter que si le portail d'entrée du domaine de l'Islette est effectivement à Azay-le-Rideau, ce qui fait que le château a son adresse postale à Azay-le-Rideau (9, route de Langeais), en revanche le château lui-même est situé de l'autre côté de l'Indre, et donc sur la commune de Cheillé.

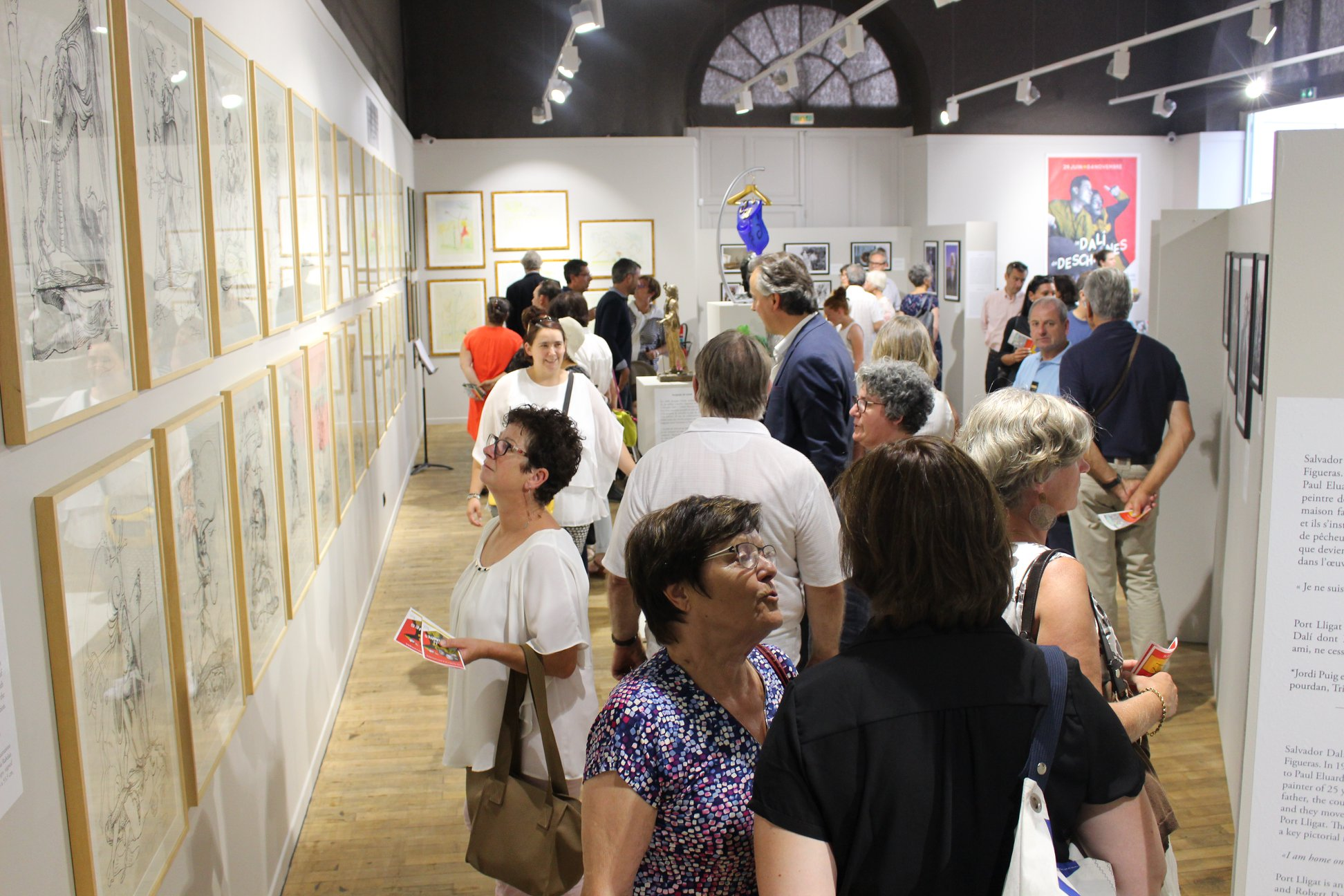
Salle d'exposition Les Halles.

- La Salle d'exposition Les Halles située face à l'église Saint-Symphorien accueille chaque année (de juin à novembre) une exposition proposée par la Ville d'Azay-le-Rideau. En 2017, elle a accueilli l'exposition Les Shadoks pompent à Azay-le-Rideau[54]. En 2018, la ville d'Azay-le-Rideau a réalisé l'exposition Le Dali de Descharnes[55] en partenariat avec l'INA, Descharnes & Descharnes, l'Espace Dali et la Fondation Gala-Salvador Dalí. En 2023, la salle d'exposition a accueilli une rétrospective sur les dessins animés des années 1980, retraçant la carrière de Bernard Deyriès et du studio DIC fondé à Tours.

### Personnalités liées à la commune
- Henri II d'Angleterre (1133–1189), duc de Normandie et roi d'Angleterre.
- Richard Cœur de Lion (1157-1199), duc de Normandie et roi d'Angleterre, fils du précédent.
- Philippe Auguste (1165-1223), roi de France.
- Charles VII (1403-1461), roi de France.
- François Ier (1494–1547), roi de France.
- Charles de Biencourt, né le 7 novembre 1747 au château de Masfaure à Ahun (Creuse), mort le 23 décembre 1824 au château d'Azay, général et homme politique français.
- Béatrice de Andia (1933), personnalité du monde de la culture, propriétaire du château de la Chatonnière
- Le journaliste Périco Légasse est conseiller municipal.

### Azay dans les arts
Honoré de Balzac cite Azay-le-Rideau dans ses romans, en particulier Le Lys dans la vallée (1836). La partie de l'Indre-et-Loire comprise entre Azay-le-Rideau et Montbazon lui doit d'ailleurs son surnom la vallée du Lys. « Ma mère décida que j'irais passer quelques jours à Frapesle, château situé sur l'Indre entre Montbazon et Azay-le-Rideau chez l'un de ses amis, à qui sans doute elle donna des instructions secrètes. » Le château de Frapesle que décrit Balzac est en fait le château de Valesne qui se trouve a Saché.

### Héraldique
| Blason d'Azay-le-Rideau | Les armes d'Azay-le-Rideau se blasonnent ainsi : D'azur aux trois aigles d'or. |